# Función de Weierstrass

Función de Weierstrass en el intervalo [-2, 2]. La función tiene un comportamiento fractal.

La función de Weierstrass es una función definida por el matemático Karl Weierstraß. Está definida en la recta y toma valores reales. Es una función continua en todo punto y no es derivable o diferenciable en ninguno. Además, el gráfico de la función de Weierstrass es una curva no rectificable de dimensión fractal {\displaystyle D} superior a 1 (de hecho, en 2018 se demostró finalmente que {\displaystyle 1<D<2}).

## Introducción
La función de Weierstrass fue la primera conocida con esta propiedad. De este modo, Weierstrass mostró que era falsa la conjetura que circulaba en aquella época que afirmaba que las funciones continuas eran diferenciables salvo en puntos aislados.
La función, tal como la definió Weierstrass, es la siguiente:

{\displaystyle f(x)=\sum _{n=0}^{\infty }a^{n}\cos(b^{n}\pi x),}

donde {\displaystyle 0<a<1}, {\displaystyle b} es un entero impar y positivo 
y cumplen que

{\displaystyle ab>1+{\frac {3}{2}}\pi .}

La prueba de que la función es continua es sencilla. Dado que las sumas parciales son continuas y que la serie es uniformemente convergente, se deduce que el límite es continuo.
Otra propiedad interesante de esta función es su condición fractal. Si bien su gráfico no es rigurosamente autosemejante (véase ampliación en el gráfico, arriba), la dimensión del mismo gráfico no es uno ni dos. De hecho la dimensión de Hausdorff está acotada inferiormente por:
{\displaystyle D=2+{\frac {\log a}{\log b}}}
y durante mucho tiempo se asumió que esa era su valor. Finalmente, en 2018, se pudo demostrar que este era el valor correcto y por tanto que D es estrictamente menor que 2, se deduce de las condiciones sobre {\textstyle a} y {\textstyle b} mencionadas anteriormente. Por lo que solo después de más de 30 años esto fue demostrado rigurosamente.